# パレードの恋人たち
『パレードの恋人たち』（パレードのこいびとたち、Sweethearts on Parade）は、1953年のアメリカ合衆国の映画。監督はアラン・ドワン。出演はレイ・ミドルトンなど。
作中でミンストレル・ショーが扱われていることもあり、近年は公開される機会が少なくなっている。日本では劇場未公開だが、テレビ放送が行われている。

## キャスト
※日本語吹替はテレビ版
- カム・エラビー: レイ・ミドルトン（英語版）（吹替: 小林清志）
- キャスリーン・タウンゼント: ルシール・ノーマン（英語版）
- シルヴィア・タウンゼント・エラビー: アイリーン・クリスティ
- ビル・ギャンブル: ビル・シャーリー（英語版）（吹替: 仁内達之）
- ロリータ・ラモント: エステリータ・ロドリゲス（英語版）
- ハロルド・ウェイン: クリントン・サンドバーグ（英語版）
- ジム: ハリー・ケリー・ジュニア
- ドゥーリトル保安官: アーヴィング・ベーコン
- トミー・ウェイン: レオン・タイラー（吹替: 森功至）

## スタッフ
- 監督・製作: アラン・ドワン
- 脚本: ヒューストン・ブランチ（英語版）
- 撮影: レジー・ラニング（英語版）
- 編集: フレッド・アレン（英語版）